# Нюкасаямская обсерватория
Нюкасаямская обсерватория (яп. 入笠山光学観測所 Ню:каса-яма ко:гаку кансокудзё) — японская астрономическая обсерватория, основанная в 1990 году и расположенная на горе Нюкаса-яма около города Ина и посёлка Фудзими в префектуре Нагано. Обсерватория принадлежит Японскому космическому агентству (Institute of Aerospace Technology и Japan Aerospace Exploration Agency). Альтернативные названия обсерватории: Mount Nyukasa Station, Mt. Nyukasa Astronomical Observatory или Nyukasayama Observatory.

## Сотрудники обсерватории
- Масанори Хирасава и Сёхэй Судзуки
- Хирохиса Куросаки и Ацуси Накадзима
- Такэси Урата
- Кадзуро Ватанабэ

## Инструменты обсерватории
- 0.35-m f/3.6 reflector + CCD[1]
- 25-см телескоп

## Направления исследований
- Обнаружение и сопровождение космического мусора (обломков космический аппаратов)
- Открытие и астрометрия астероидов

## Основные достижения
- Открыто 52 астероида с 1991 по 1998 года, которые уже получили постоянное обозначение[2]
- 5560 астрометрических измерений опубликовано с 1990 по 2010 года[3]

## Интересные факты
- В честь обсерватории назван астероид 6416 Nyukasayama[англ.].